# Pískov

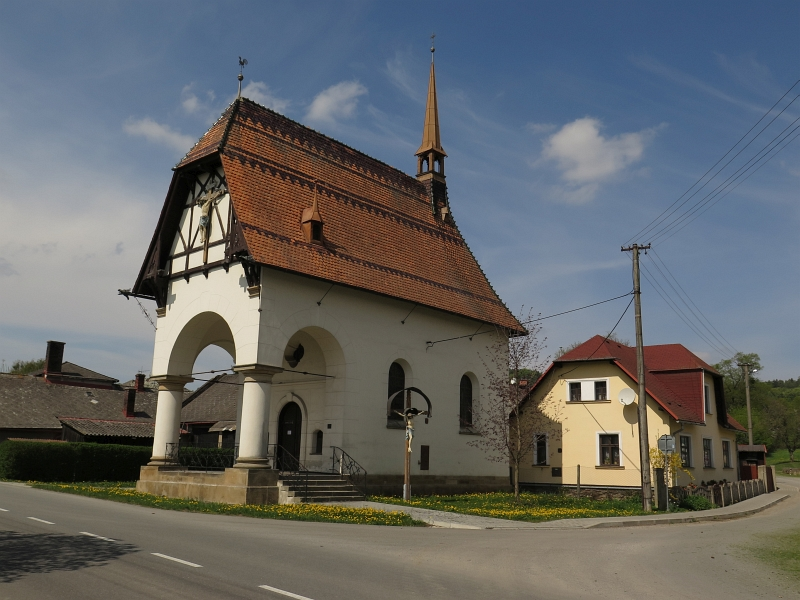
Antoniuskapelle in Pískov

Pískov (deutsch Pissendorf) ist ein Ortsteil der Gemeinde Troubelice in Tschechien. Er liegt sieben Kilometer nordwestlich von Uničov und gehört zum Okres Olomouc.

## Geographie
Pískov befindet sich auf einem Pass in den östlichen Ausläufern der Úsovská vrchovina (Ausseer Hügelland). Nördlich erhebt sich die Skalka (425 m), im Nordosten der Kárník (Karnikberg, 400 m), südöstlich die Račůvka (370 m) und im Süden die Holubice (380 m). Nördlich des Dorfes entspringt die Selka. Östlich verläuft die Bahnstrecke Šternberk–Lichkov; die nächste Bahnstation Troubelice zastávka liegt in Sídliště.
Nachbarorte sind Lipinka im Norden, Sídliště im Nordosten, Troubelice im Südosten, Dědinka, Holubice und Zadní Újezd im Süden, Úsov im Südwesten, Klopina im Westen sowie Bezděkov u Úsova und Veleboř im Nordwesten.

## Geschichte
Im 14. Jahrhundert wurde an der Stelle des Dorfes durch das Lehngut Troubelice ein kleiner Hof angelegt, um den durch tschechische Siedler ein Rundling entstand. Die erste schriftliche Erwähnung des zur Herrschaft Úsov gehörigen Dorfes Piscow erfolgte 1348. Im Jahre 1358 wurde der Ort als Pyscow, 1371 als Pyscaw bzw. Piskau, ab 1516 als Pyskova, ab 1557 als Pyskow, 1552 als Prstkov und 1600 als Peskova bezeichnet. Während des Dreißigjährigen Krieges bildete der Pass nach Aussee einen der Haupteinfallswege fremder Heere in die mährische Ebene. 1624 wurde das Dorf 1624 von plündernden und mordenden polnischen Söldnern heimgesucht. In den letzten Kriegsjahren besetzten die Schweden die Gegend, sie hielten sich auch nach dem Westfälischen Frieden noch in Mährisch Neustadt fest und zogen erst am 8. Juli 1650 ab. Infolgedessen verödete der Landstrich. Die Wiederbesiedlung der wüsten Gehöfte erfolgte durch deutsche Siedler aus dem Bergland. Ab 1676 wurde das Dorf unter dem deutschen Namen  Piessendorf geführt. Weitere Namensformen waren Bistene (1692), Püssendorf (1734), Pissendorf (ab 1720), Pussendorf (ab 1751), Pissendorfium (1771), Pístov (1798) und Peskov (ab 1839). Die Matriken wurden seit 1786 in Markersdorf geführt. Im Jahre 1834 bestand Pissendorf aus 58 Häusern und hatte 657 Einwohner. Zu dieser Zeit bestand die Einwohnerschaft aus 441 Männern und lediglich 234 Frauen. Bis zur Mitte des 19. Jahrhunderts blieb das Dorf immer nach Aussee untertänig.
Nach der Aufhebung der Patrimonialherrschaften bildete Peskov/Pissendorf ab 1850 eine Gemeinde in der Bezirkshauptmannschaft Littau und dem Gerichtsbezirk Mährisch Neustadt. 1855 wurde der Ort dem Bezirk Mährisch Neustadt und ab 1868 wieder dem Bezirk Littau zugeordnet. Zwischen 1871 und 1873 entstand die Eisenbahn von Olmütz nach Mährisch Schönberg, an der nordöstlich des Dorfes der der Haltepunkt Troubelice zastávka angelegt wurde. Der tschechische Gemeindename Pískov wurde ab 1890 verwendet. Im Jahre 1909 wurde Piskov/Pissendorf dem Bezirk Sternberg zugeordnet. Der heutige Ortsname wurde 1921 eingeführt. Im Jahre 1930 lebten in dem Dorf 366 Menschen, davon waren 361 Tschechen und zwei Deutsche.
Nach dem Münchner Abkommen wurde das zur tschechischen Sprachinsel gehörige Pissendorf am 10. Oktober 1938 an das Deutsche Reich angegliedert und gehörte bis 1945 zum Landkreis Sternberg. 1939 hatte der Ort 339 Einwohner. In den letzten Tagen des Zweiten Weltkrieges wurden auch Bewohner von Pissendorf in Mährisch Schönberg wegen Unterstützung der Partisanen erschossen. Am 6. Mai 1945 nahm die Rote Armee den Ort ein. Nach Kriegsende kam die Gemeinde wieder zur Tschechoslowakei zurück und die deutschen Bewohner wurden 1946 vertrieben.
1949 wurde Pískov dem Gerichtsbezirk Šternberk zugeordnet. Im Zuge der Gebietsreform von 1960 kam der Ort nach der Auflösung des Okres Šternberk zum Okres Olomouc und wurde schließlich 1979 nach Troubelice eingemeindet.
Im Jahre 1991 wurden in Pískov 205 Einwohner gezählt. Beim Zensus von 2001 lebten in den 74 Häusern des Dorfes 198 Personen.

## Sehenswürdigkeiten
- Kapelle des hl. Antonius von Padua, der außergewöhnliche Bau mit Vorlaube und Fachwerkgiebel entstand 1884 auf einem bäuerlichen Grundstück, er ist als Kulturdenkmal geschützt.